# Giampaolo Flamini
Giampaolo Flamini (* 13. Dezember 1946 in Forli) ist ein ehemaliger italienischer Radrennfahrer.

## Sportliche Laufbahn
Flamini war im Straßenradsport aktiv. Als Amateur siegte er 1970 auf einer Etappe der Vuelta a Colombia. 1972 wurde er beim Sieg von Giovanni Battaglin Dritter im Etappenrennen Giro Ciclistico d’Italia und gewann 1971 einen Tagesabschnitt dieses Rennens. 1972 gewann er die Rennen Coppa Mobilio und Trofeo Minardi, 1973 die Trofeo Gianfranco Bianchin und Trofeo Alcide Degasperi. In der Internationalen Friedensfahrt 1972 startete er für die Nationalmannschaft, er beendete die Rundfahrt nicht. Bei den Straßenradsport-Weltmeisterschaften 1971 wurde er 35. im Rennen der Amateure.
1973 wurde er Berufsfahrer im Radsportteam Bianchi–Campagnolo und blieb bis 1975 als Radprofi aktiv. Er erzielte als Profi keine Erfolge.